# Напье (Африка)
Напье (африк. Napier) — небольшой посёлок, расположенный в регионе Оверберг Западно-Капской провинции Южной Африки. Был основан в 1838 году во время спора между двумя ближайшими соседями, Майклом ван Бреда и Питером Вольтелайном ван дер Байлом из-за месторасположения церкви сообщества. Результатом этого спора стало создание двух церквей в двух отдельных населённых пунктах, Напье и Бредасдорпе. Название Напье было взято от имени тогдашнего губернатора капской колонии, сэра Джорджа Томаса Напье.
В начале XX века в Напье недолго существовала золотодобывающая компания, которая разрабатывала месторождение, открытое относительно неподалёку.
В поселении в настоящее время насчитывается около 2500 жителей. Помимо храма голландской реформатской церкви, в посёлке также много магазинов и других заведений, в том числе несколько ресторанов и кафе.
Приятное сочетание многовековых и относительно современных зданий в сельской местности придаёт посёлку популярность и привлекает сюда туристов и просто желающих отдохнуть.